# Lambert Schlechter

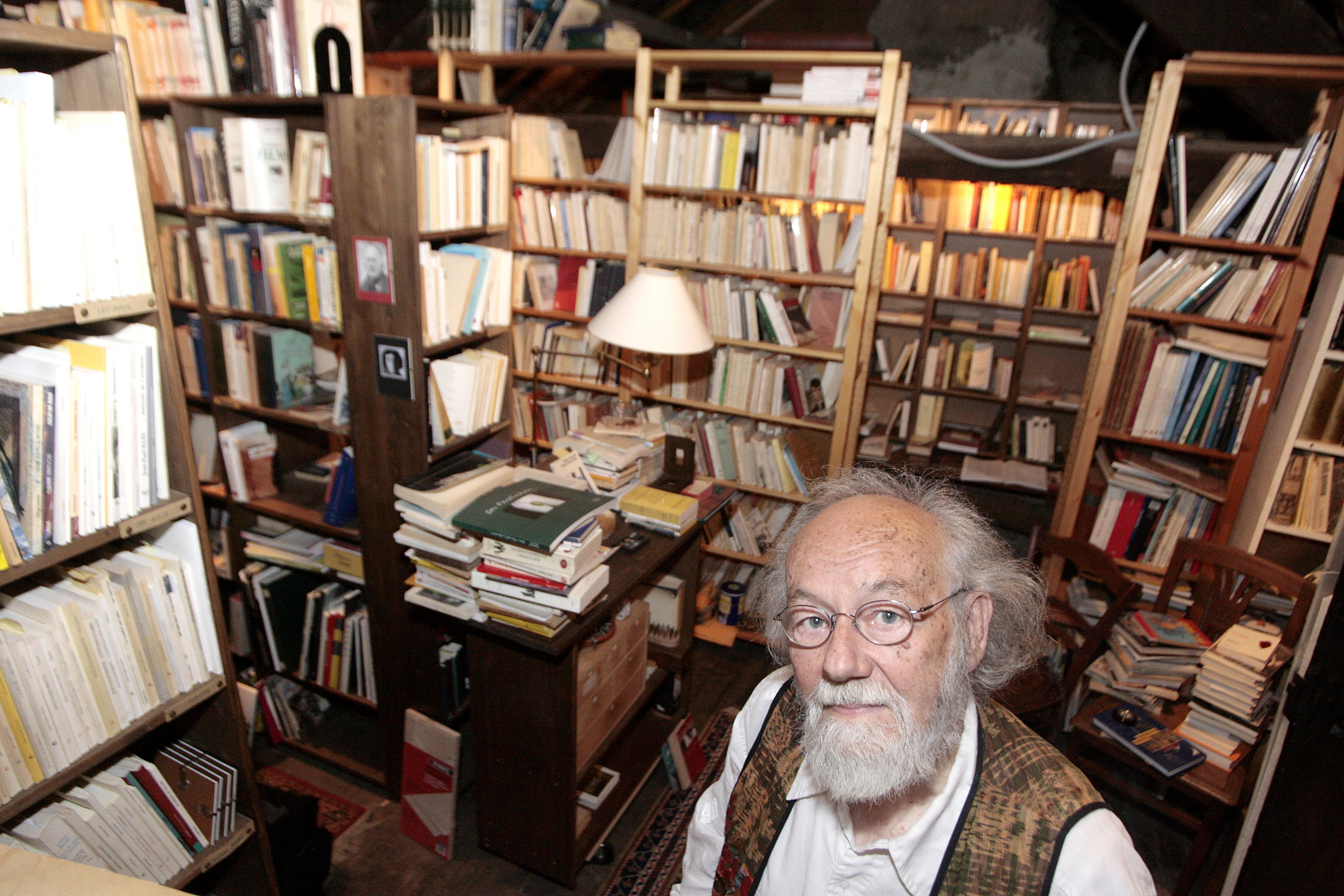
Lambert Schlechter vor seinem Bücherschrank

Lambert Schlechter (* 4. Dezember 1941 in Luxemburg-Stadt, Luxemburg) ist ein luxemburgischer Schriftsteller, der in Französisch und Deutsch schreibt. Er gehört zu den bedeutendsten Autoren des Großherzogtums.

## Leben und Wirken
Schlechter wurde als Sohn eines Schauspielers geboren und machte 1963 sein Abitur. Er studierte Philosophie und Literaturwissenschaften in Luxemburg, an der Pariser Sorbonne und in Nancy. Von 1970 bis zu seiner Pensionierung 2003 war er als Lehrer für Philosophie und Französisch an Gymnasien in Diekirch und Echternach tätig. 1981 erschien sein erstes Buch, ein Gedichtband.
Von 1973 bis 1980 war er für Amnesty International Luxemburg tätig, von 1997 bis 2001 war er außerdem Präsident des Luxemburgischen Schriftstellerverbandes LSV.
Das Hauptaugenmerk legt er auf Lyrik, in denen er alle Themen, vor allem aber Liebe und Tod, behandelt. Auch Prosa, zumeist jedoch in Kleintexten, hat er verfasst. Übertragungen seiner Werke gibt es auch ins Italienische, Veröffentlichungen gibt es in Frankreich, Kanada, Belgien. Auf Deutsch sind bisher drei Bücher erschienen. Auch als Autor in Zeitungen und Zeitschriften konnte er sich einen Namen machen, so in der Zeitung Luxemburger Wort und dem Literaturmagazin Transkrit.
Er las auf großen Lesungen u. a. mit Dacia Maraini, Guy Helminger und Jean Krier.
Für RTL Luxemburg nahm er an diversen Literatursendungen in Fernsehen und Radio teil, auch war er Mitte der 1960er Jahre als Student für den SWR tätig und moderierte die Sendung Lyrik dieser Zeit.
Der Autor lebt in Eschweiler, Luxemburg.

## Sonstiges
- Schlechter ist ein entschiedener Gegner der Todesstrafe, gegen die er sich leidenschaftlich engagiert.
- Er war auch viel in Afrika unterwegs und las in Cotonou (Benin) und Yaoundé (Kamerun).
- Am 15. April 2015 wurde sein Wohnhaus durch einen Brand schwer beschädigt, der Autor dabei verletzt. Der Großherzog Henri besuchte ihn, um ihn zu unterstützen; die Kulturministerin Maggy Nagel unterstützte ihn ebenfalls.

## Werk (Auswahl)
- Das große Rasenstück. 1981, Lyrik (deutsch).
- Buntspecht im Hirn. 1982, Prosastücke (deutsch).
- La robe de nudite. 2008, Lyrik (französisch).
- Nichts kapiert, doch alles notiert, 1968–2014, Gesamtwerk der Prosa und Lyrik in Deutsch. 2014.

## Auszeichnungen (Auswahl)
- Concours Litterarire National, 1981 und 1986.
- Chevalier de Arts et des Lettres, 2001, (Frankreich).
- Birango-Diop-Preis, 2010, (Benin).
- Batty-Weber-Preis, 2014.